# Єлгава (футбольна школа)
«Єлгава» (латис. Futbola skola Jelgava) — латвійський футбольний клуб із міста Єлгава, заснований 2020 року.

## Історія
Команда заснована футбольним клубом «Єлгава» 2018 року як освітній заклад «Футбольна школа Єлгава» та була представлена в змаганнях серед дитячо-юнацьких команд Латвії.
2020 року укладена угода з клубом «Albatroz» для участі в змаганнях серед дорослих команд під подвійною назвою «Albatroz/Єлгава».
У дебютному сезоні клуб виграв чемпіонат у Другій лізі та підвищився до Першої ліги.
Перед початком сезону 2022 року співпрацю з клубом «Albatroz» завершили і клуб повернув свою назву «Єлгава». За підсумками турніру в Першій лізі «Єлгава» посіла перше місце та здобула право виступати у Вищій лізі.
Відігравши два сезони у вищому дивізіоні, вибула з нього в 2024 році посівши останнє десяте місце.

## Стадіон
Домашньою ареною клубу є багатофункціональний спортивний комплекс Земгальський олімпійський центр, який вміщує 1 560 сидячих місць.